# 鍾離之戰
鍾離之戰，亦名邵陽之役，發生於西元507年（南梁天監六年，北魏正始四年），是梁武帝討伐北魏期間，兩軍以鍾離城及其鄰近之邵陽洲為主戰場的戰役，為該次大規模北伐行動中具關鍵意義的一戰，亦是中國歷史上以少勝多的戰爭之一，結果南梁獲得勝利，甚至因此倖免於可能亡國的危機。
鍾離城是臨傍淮水的軍事要塞，由於地近建康，扼守淮南險要，自南北朝分裂以來，一直是雙方勢力必爭的戰略要地，歷史上曾發生多次戰事，尤其北朝的南征行動中，泰半以鍾離為首要目標，僅梁武帝在位期間，至少發生過三次爭奪戰。但因鍾離地勢險峻，加之北人不習水性，南朝方面取得了大部份的勝利。
南梁天監四年（505年），梁武帝決意北伐，命臨川王蕭宏擔任總帥，北魏以中山王元英掛帥迎擊。兩軍皆號稱有眾百萬，實力在伯仲之間，但懦弱無能的蕭宏竟在眾目睽睽下臨陣遁逃，梁軍頓時自亂陣腳，不戰自潰，北魏大軍一路進逼，兵臨鍾離城下，此時城內僅有三千名守軍。危急之刻，梁武帝派韋叡與曹景宗率二十萬大軍馳援，梁軍藉淮水暴漲之利，以水軍優勢搭配火攻，擊敗了不諳水性的北魏大軍，俘斬人數近三十萬。日本作家田中芳樹所撰之歷史小說《奔流》，便是以此戰為故事背景。

## 背景
梁武帝即位之初，北魏內部正處於動蕩之中，不僅政治腐敗，又因自遷都後連年對南朝發動戰事，人民不堪負荷沉重的賦稅及徭役，各地民變紛起，梁武帝認為這是北伐反攻的良機，便命其弟臨川王蕭宏擔任都督北討諸軍事，即北伐軍總指揮，尚書右僕射柳惔為副指揮，率領大軍進駐洛口（洛澗與淮水的交界處，今安徽淮南東北）。北魏方面得知消息，便讓不久前在征伐南齊行動中建功封爵的中山王元英督軍迎戰。兩軍皆號稱有百萬之眾。
先前戰事順著長江沿岸展開，東起青、徐（今江蘇北部、山東南部），西達河南（今河南），但以東方戰事最為激烈。雙方在局部戰事互有勝負，如南梁的韋叡巧妙導引肥水，令水位高漲，再以水軍攻陷合肥，韋叡因此戰而名聲大譟，北魏軍士無不望而生畏，稱之為「韋虎」；北魏方面，楊大眼於河南戰場重挫梁軍，爾後又與邢巒合兵於宿豫（今江蘇宿遷），敗梁將藍懷恭並斬之。不久北魏又徵發北方六州約十萬人投入戰場，北魏軍勢益發壯大。
另一方面，由蕭宏所率領的南梁主力部隊，卻因主帥本身怯懦怕事，在攻陷梁城（今安徽壽縣）後便駐步不前，而部將呂僧珍又竭力勸阻大軍前進，蕭宏內心遂萌生退意，梁軍內部對進兵與否展開了激烈爭執，魏軍風聞此事，亦譏諷蕭、呂二人為「蕭娘」及「呂姥」，與擁有「韋虎」稱號的韋叡適相對照。隨後蕭宏因一場突如其來的暴風雨嚇得臨陣脫逃，此舉令梁軍士氣冰消瓦解，潰逃死傷近五萬人，這也讓正開拔洛陽的韋叡軍不得不撤退。被北魏視為「百數十年所未之有」的南梁大軍開始呈露敗象。

## 戰役

### 兵臨城下
南梁軍因主帥逃跑而自亂陣腳，北魏中山王元英軍看準時機，大軍一路往南，緜延四十餘城，在九月攻陷馬頭（今安徽蒙城）後，将城中粮食尽数北运。十月，大軍來到由北徐州刺史昌義之所駐守的鍾離城（今安徽省凤阳县东北），並與楊大眼軍會合，兵力達數十萬之眾。反觀鍾離城內僅有守軍三千人，雙方實力懸殊。北魏宣武帝本欲命邢巒軍也參加攻城行動，但邢巒認為鍾離城周圍有淮水屏障，是易守難攻的天險之地，大軍應當繞擊他處，此議遭宣武帝否決，遂讓鎮東將軍蕭寶寅接替邢巒的位置，與元英合攻鍾離城。十一月，梁武帝诏右卫将军魏景宗督军二十万救钟离，屯守道人洲（今安徽省凤阳县东北淮河中），待众军集齐后并进。
鍾離城因北臨淮水，不利進攻，507年正月，北魏元英与平东将军杨大眼便在位於淮水中的邵陽洲（位于道人洲西）兩岸搭起了連接淮水南北兩岸的跨河長橋。元英駐軍南岸，負責攻城；楊大眼據北岸，立楼接应，負責糧運補給，蕭寶寅則確保橋樑本身的暢通與安全。北魏軍以車子載運大量泥土，欲填平圍繞鍾離城四周的溝塹，並利用衝車撞擊城壁，再以車輪戰法連續猛攻，但卻遭到城內守軍頑強的反擊，而昌義之亦及時以泥土敷填損壞的城壁，導致魏軍死傷上萬仍無法佔上風，戰況遂漸趨於膠著。

### 邵陽一夜營
二月，魏宣武帝以为不宜再战，命元英还军，元英请求宽限时日，宣武帝派遣步兵校尉范绍至元英营，共商攻取事宜。另一方面，駐紮於合肥的豫州刺史韋叡軍在接獲消息後，立刻火速發兵，通過鍾離城西南方的陰陵大澤，與駐紮於道人洲的曹景宗會合，受曹景宗节度，乘夜抵達邵陽洲另一端。夜间，全軍在南梁太守馮道根的規劃下，僅花一夜時間，在曹景宗营地前二十里处开掘长堑，树鹿角，便築起營壘，與魏營相距僅百餘步（不足200公尺）。拂晓，元英大感驚異，亦深深撼動了魏軍的士氣。同時曹景宗派人潛渡淮水，通知鍾離守軍援兵已到，昌义之部下眾人接獲此報，盡皆士氣大振。杨大眼率万余骑出战，攻势很猛。韦叡结车为阵，杨大眼骑兵围攻之，韦叡以强弩两千一起发射，杀伤魏军甚众。雖然楊大眼與元英先後針對邵陽洲上的梁軍主營發動攻勢，但皆被韋叡的巧妙戰術所擊退，楊大眼還因此右臂中箭負傷。元英又率众出战，一日数合，入夜复攻，均被击退。

### 趙草城
戰爭期間，梁軍每派牧人至淮水北岸割運糧草，皆被駐於北岸的楊大眼軍派兵擄掠，曹景宗便派出千餘人在北岸修築城壘，與魏軍相峙，指派部將趙草據守此城，因稱之為趙草城。趙草城除了確保梁軍糧草無虞外，也等於間接切斷了魏軍的補給通道。曹景宗再募勇士千余人，于杨大眼营南数里安寨，并击退来攻的魏军。

### 水火夾攻
梁武帝接獲戰報後，命曹景宗预装高舰，使之与魏军浮桥同高，指示韋、曹二人乘坐戰艦對兩座橋樑發動火攻之計，分别攻邵阳洲之北桥、南桥。天監六年（507年）三月，淮水暴漲達七尺，韋叡以馮道根、裴邃、李文釗等乘機以水軍對魏軍發動攻勢，乘斗舰袭击洲上魏军。並趁风纵火，親自用載滿油料和草料的小船焚毀了兩座橋樑，同时，派敢死之士拔栅砍桥。当时大水特急，一瞬之间，桥栅俱尽。魏軍頓時潰敗，元英與楊大眼各自奔逃，魏軍投水而死者及被殺者各達十餘萬，昌義之見狀亦率兵衝出鍾離城，追擊敗退的魏軍，生擒五萬人。魏軍陣亡將士遍布淮水百餘里，而元英僅以身免，逃至梁城。杨大眼烧营而去，梁军乘胜追击，又俘虏魏军五万人。

## 結果
南梁大獲全勝，而北魏軍幾乎全軍覆沒，但元英、楊大眼及蕭寶寅三人皆得以倖免。三人回國後，有官員建議將三人處以極刑，但宣武帝免除三人死罪，只剝奪元英及蕭寶寅的爵位，貶為平民，楊大眼則流放至營州充軍。但不久後宣武帝為對付國內叛亂及對南朝用兵，先後恢復了三人的官爵。

## 參戰人物
| 南梁 - 韋叡 - 曹景宗 - 昌義之 - 韋黯 - 馮道根 - 趙草 - 裴邃 - 李文釗 - 言文達 - 馮騏驎 - 韋寂 - 馬廣 | 北魏 - 元英 - 楊大眼 - 蕭寶寅 - 司馬直安 - 崔遊 - 甄密 - 劉神符 - 公孫祉 |  |

## 影響
鍾離之戰是北魏對南朝所有軍事行動中受挫最大，也是影響最為深遠的一次，損害北魏國力甚鉅。此後國內民變加劇，政局更加衰敗。受繁重徭役及賦稅壓迫的人民不是亡命山林，便是依附豪強，或出家為僧，導致國內僧滿為患，除了對國家發展有負面影響，也造成社會動蕩不安，宣武帝一朝的民變中，有四次就是由僧侶所主導的。這些日益惡化的因素，最終導致國家的分裂。
而此戰對南梁甚至整個南朝歷史來說，是一次空前的大勝利，是「南北交戰以來所未有之大捷」，顯示南北朝的實力對比已發生改變，北魏開始走下坡。不過，南梁雖保有相對的安定，但梁武帝卻始終不放棄北伐的念頭，連年用兵而削弱國力，為日後侯景之亂種下遠因。

## 派生作品
日本作家田中芳樹的長篇歷史小說《奔流》，便是以鍾離之戰的背景為基礎，加入了民間故事「梁祝」所敷演而成。值得一提的是，這部作品的主人公是南梁名將陳慶之，但根據歷史記載，陳慶之顯然未參加鍾離之戰，而是在日後的佔領洛陽一役中發揮其軍事才能；另外，小說中楊大眼之妻潘寶珠（此為虛構人名，但楊大眼之妻真有其人，史籍僅載其名為「潘氏」，人稱「潘將軍」）亦加入此戰，但這部份亦缺乏史料記載。

## 史料
- 姚思廉《梁書》
- 魏收《魏書》
- 李延壽《南史》
- 李延壽《北史》
- 司馬光《資治通鑒》